# Martin Straka
Martin Straka, född 3 september 1972 i Plzeň, Tjeckoslovakien, nu Tjeckien, är en förre detta tjeckisk professionell ishockeyspelare. Som sist spelade för New York Rangers i NHL. Han spelade som centerforward. 
Straka debuterade i NHL-laget Pittsburgh Penguins säsongen 1992–93. Säsongen därpå gjorde han hela 64 poäng på 84 matcher. Trots detta blev han i april 1995 bortbytt till Ottawa Senators. Där spelade han under mindre än ett år innan han åter blev bortbytt, denna gång till New York Islanders. Även hans tid i Islanders blev kortvarig; efter 22 matcher med laget placerades han på Waivers och plockades upp av Florida Panthers. Vid 24 års ålder hade så Straka spelat i fyra olika NHL-klubbar. 
1997 blev han free agent och skrev på för Pittsburgh Penguins. Där skulle han ha sin karriärs längsta sejour i ett enda lag. Under sju säsonger spelade Straka för Penguins, där han också presterade sina poängmässigt bästa säsonger. 
Under säsongen 2003–04 behövde Penguins minska sina löneutgifter, varför Straka byttes bort till Los Angeles Kings. 
Under lockouten 2004–05 spelade Straka i HC Plzeň i den tjeckiska ligan. 
2005 trodde många att den 33-årige Strakas NHL-karriär var över. Men istället för att avsluta sin karriär i tjeckiska ligan skrev han på för New York Rangers. I Rangers återförenades han med sin gamla lagkamrat i Penguins, Jaromir Jagr. Tillsammans med Michael Nylander bildade de lagets förstakedja, som gjorde succé direkt. Rangers nådde för första gången på åtta år slutspel, och Straka gjorde själv 76 poäng i grundserien. Detta följde han upp med 70 poäng säsongen därpå, då han också gjorde 8 poäng på 10 slutspelsmatcher. 
Strakas poängmässigt bästa säsong i NHL är 2000–01 då han gjorde 27 mål och 95 poäng på 82 matcher. Målmässigt är hans bästa säsong 1998–99, då han gjorde 35 mål. 
I tjeckiska landslaget har Straka deltagit i OS i Nagano 1998 och Turin 2006, vilka gav guld respektive brons. Han deltog också i World Cup 2004, då Tjeckien nådde semifinal.